# Gesner Abelard
Gesner Abelard (también Gesnerr) es un pintor y escultor de Haití, nacido el 11 de febrero de 1922 en Puerto Príncipe.

## Datos biográficos
Gesner Abelard, comenzó su vida laboral como mecánico, después estudió pintura y escultura en la Escuela industrial de Puerto Príncipe bajo la tutela del pintor Humberman Charles. Entró a formar parte como miembro del Centre d'Art haitiano en 1948. En 1949, recibió una medalla de bronce en la Exposición Internacional que celebraba el bicentenario de Puerto Príncipe. Muchas de sus pinturas retratan pájaros, árboles y escenas de la vida en Haití. Está considerado un artista representante del arte naif.